# Roland EG-101
La EG-101 est un synthétiseur GrooveKeyboard construit par Roland en 1999.

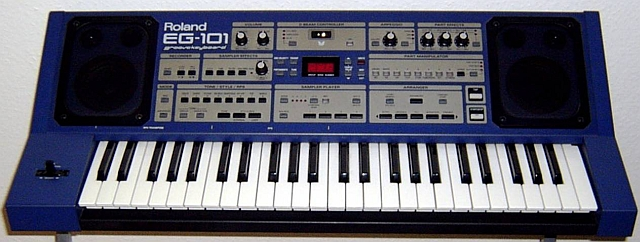
Roland EG-101

## Caractéristiques
Caractéristiques principales de la EG-101 :
- Générateur de son 24 notes - voix de polyphonie
- Touches sensibles à la vélocité
- 12 kits de batterie
- Multitimbral 11 pièces
- 64 phrases RPS
- Effets en temps réel Reverb, Ring Mod, Filter, Resonance, Cutoff
- Control MIDI
- Laser de contrôle D-Beam

## GrooveKeyboard
Le clavier sert à utiliser les sons inclus dans la EG-101.